# Roger Eatwell
Roger Eatwell é um acadêmico britânico atualmente professor emérito de política na Universidade de Bath.

## Carreira
Desde o final da década de 1970, Eatwell se dedica a pesquisas sobre fascismo e populismo. Ele define o fascismo como uma ideologia sincrética, que poderia atrair tanto as massas quanto os intelectuais em alguns países, e levar as elites a pensar que poderiam usar o fascismo radical. Centrava-se em três tropos: a necessidade de criar uma nação holística que transcendesse as divisões; forjar uma elite do Novo Homem e um povo fervorosamente comprometido com esta nação, e construir um Estado autoritário da terceira via (nem comunista nem capitalista). Eatwell procurou distinguir o fascismo do populismo histórico e contemporâneo, que ele vê como baseado em três tropos muito diferentes: a necessidade de responder à vontade popular; uma defesa do povo simples (semelhante ao Volk alemão); e uma crítica às elites econômicas e políticas liberais interesseiras.
Em seu livro mais recente sobre o nacional-populismo, uma ênfase considerável é colocada em quatro fatores de longo prazo que são chamados de "4Ds": crescente desconfiança das elites políticas nas democracias liberais; receios crescentes sobre a destruição das comunidades nacionais e locais; preocupações crescentes com privações relativas e temores em relação ao futuro; e crescente desalinhamento dos partidos tradicionais. Embora o trabalho de Eatwell sobre a política contemporânea se concentre principalmente em partidos que (ao contrário do fascismo histórico) evitam a violência, ele também escreveu sobre o potencial de "extremismo cumulativo", ou seja, onde uma forma de violência desencadeia outra em uma espiral perigosa – um trem que provavelmente crescerá se a atual onda populista desaparecer, deixando muitos ainda mais irritados.

## Editorias da série
- Fundador e Editor Acadêmico de Temas em Ideologia e Política de Direita, Pinter Publishers, Londres, 1989–1994
- Co-fundador e editor acadêmico (com Cas Mudde) de Extremism and Democracy, Routledge, Londres, 1999–2019.  No momento em que deixou o cargo de coeditor da série no 20º aniversário de sua fundação, 65 livros haviam aparecido ou estavam sob contrato.[1]